# 11e Screen Actors Guild Awards
De 11e Screen Actors Guild Awards, waarbij prijzen werden uitgereikt voor uitstekende acteerprestaties in film en televisie voor het jaar 2004, gekozen door de leden van de Screen Actors Guild, vonden plaats op 5 februari 2005 in het Shrine Auditorium in Los Angeles. De prijs voor de volledige carrière werd uitgereikt aan James Garner.

## Film

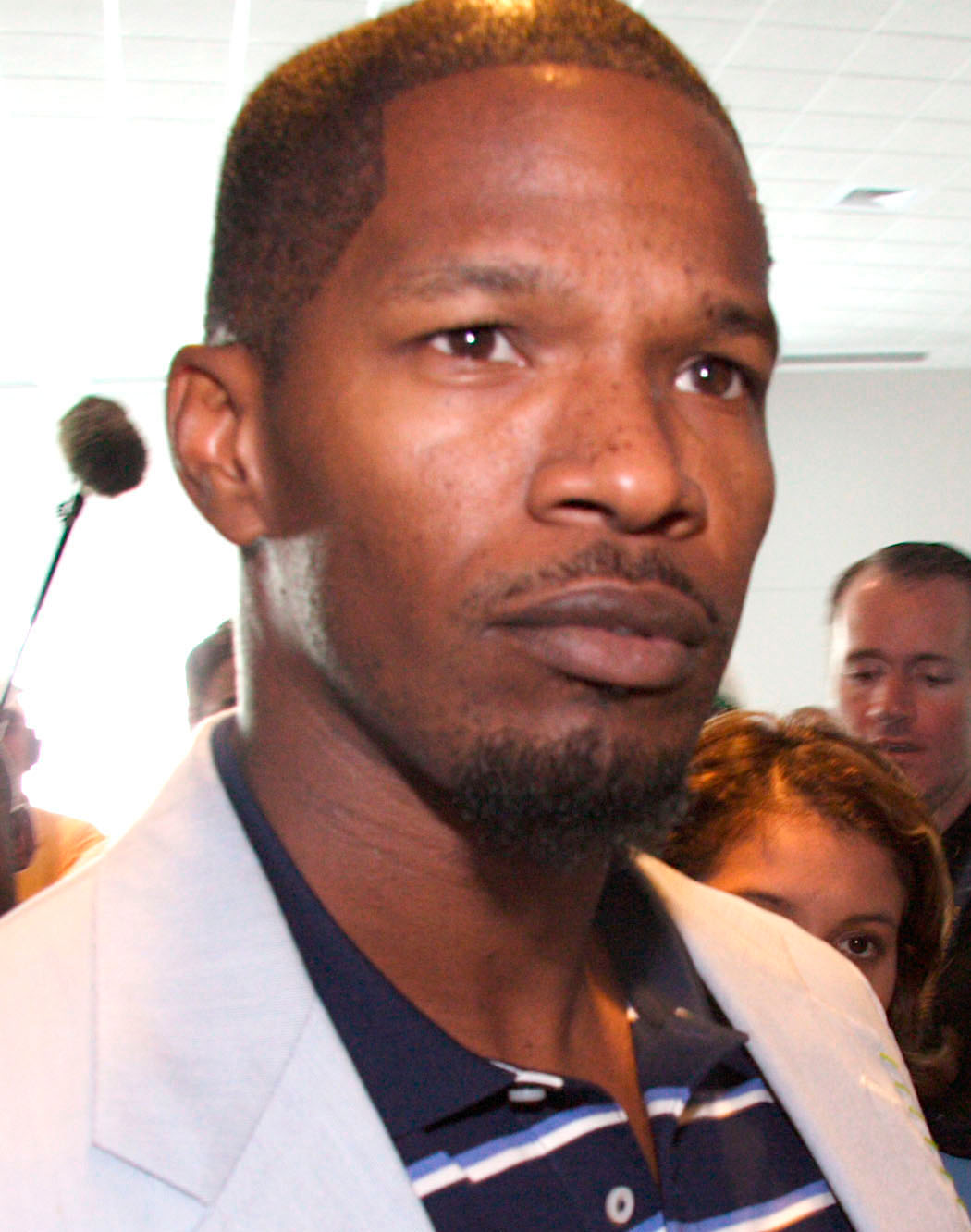
Jamie Foxx (Ray), winnaar mannelijke acteur in een hoofdrol

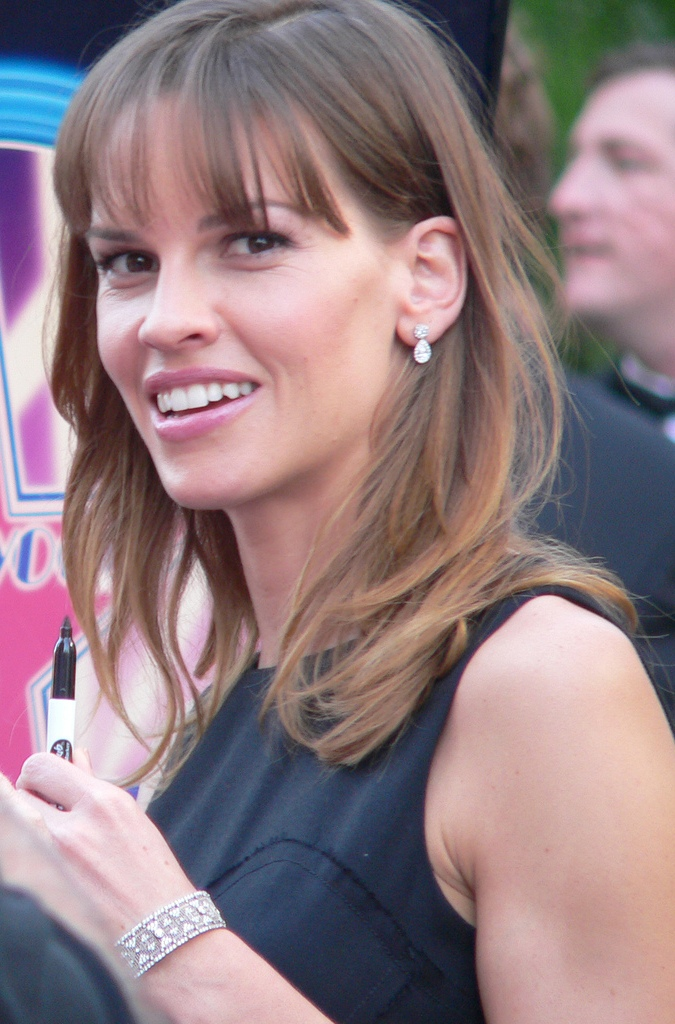
Hilary Swank (Million Dollar Baby), winnaar vrouwelijke acteur in een hoofdrol

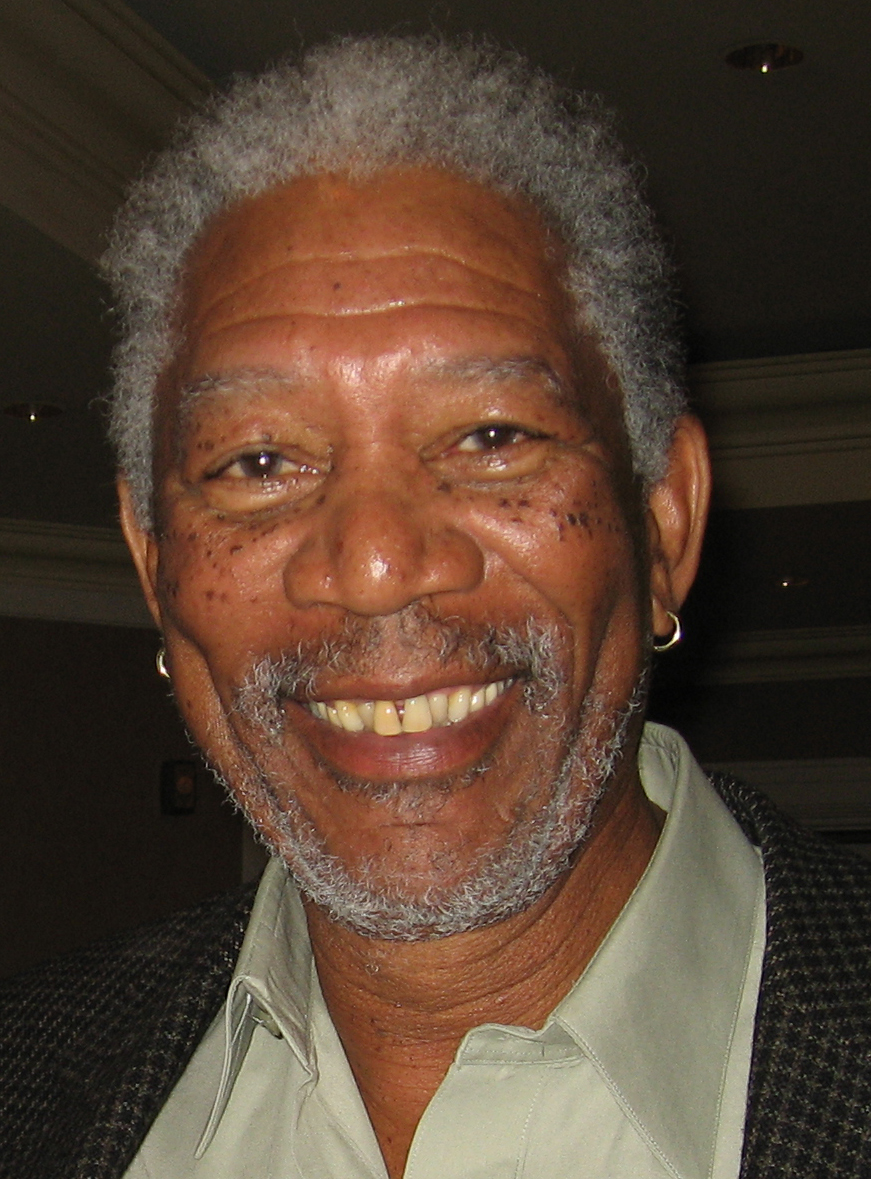
Morgan Freeman (Million Dollar Baby), winnaar mannelijke acteur in een bijrol

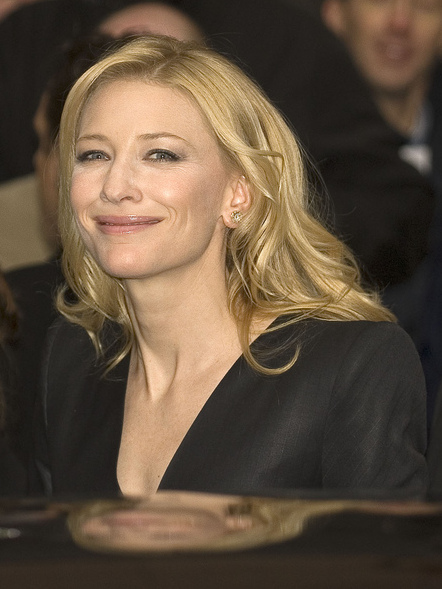
Cate Blanchett (The Aviator), winnaar vrouwelijke acteur in een bijrol

De winnaars staan bovenaan in vet lettertype.

### Cast in een film
Outstanding Performance by a Cast in a Motion Picture
- Sideways
  - The Aviator
  - Finding Neverland
  - Hotel Rwanda
  - Million Dollar Baby
  - Ray

### Mannelijke acteur in een hoofdrol
Outstanding Performance by a Male Actor in a Leading Role
- Jamie Foxx - Ray
  - Don Cheadle - Hotel Rwanda
  - Johnny Depp - Finding Neverland
  - Leonardo DiCaprio - The Aviator
  - Paul Giamatti - Sideways

### Vrouwelijke acteur in een hoofdrol
Outstanding Performance by a Female Actor in a Leading Role
- Hilary Swank - Million Dollar Baby
  - Annette Bening - Being Julia
  - Catalina Sandino Moreno - Maria Full of Grace
  - Imelda Staunton - Vera Drake
  - Kate Winslet - Eternal Sunshine of the Spotless Mind

### Mannelijke acteur in een bijrol
Outstanding Performance by a Male Actor in a Supporting Role
- Morgan Freeman - Million Dollar Baby
  - Thomas Haden Church - Sideways
  - Jamie Foxx - Collateral
  - James Garner - The Notebook
  - Freddie Highmore - Finding Neverland

### Vrouwelijke acteur in een bijrol
Outstanding Performance by a Female Actor in a Supporting Role
- Cate Blanchett - The Aviator
  - Cloris Leachman - Spanglish
  - Laura Linney - Kinsey
  - Virginia Madsen - Sideways
  - Sophie Okonedo - Hotel Rwanda

## Televisie

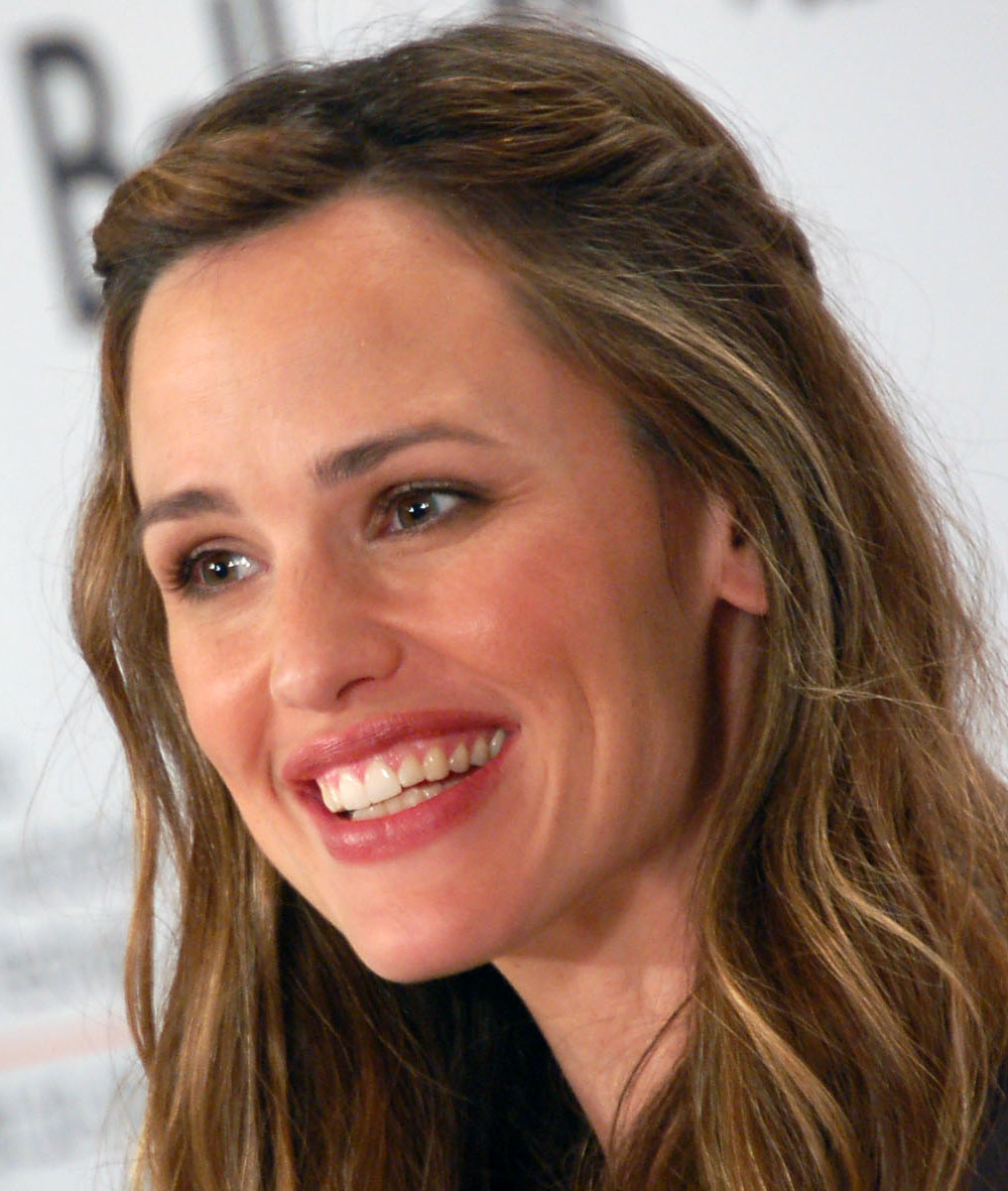
Jennifer Garner (Alias), winnaar vrouwelijke acteur in een dramaserie

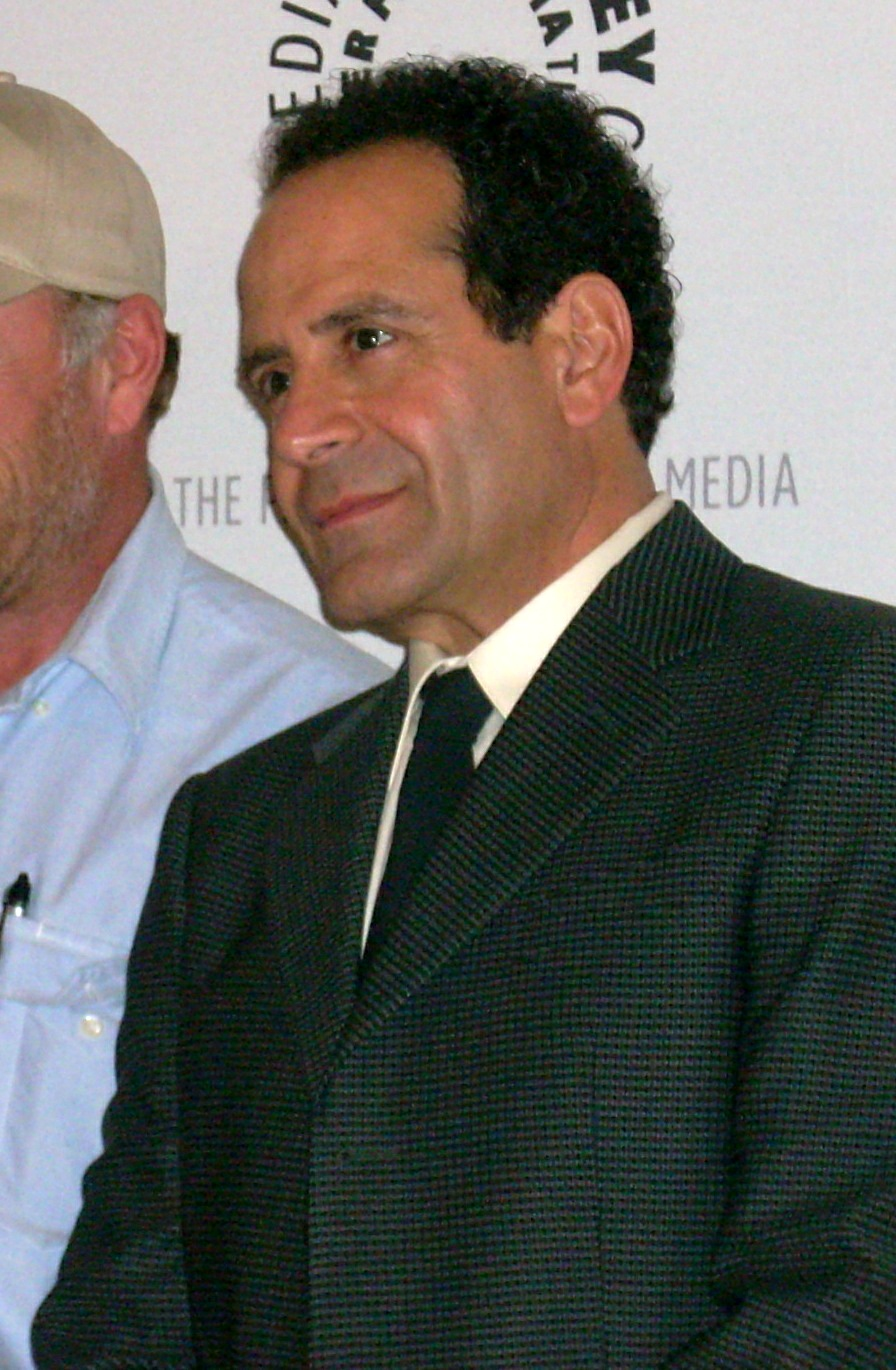
Tony Shalhoub (Monk), winnaar mannelijke acteur in een komedieserie

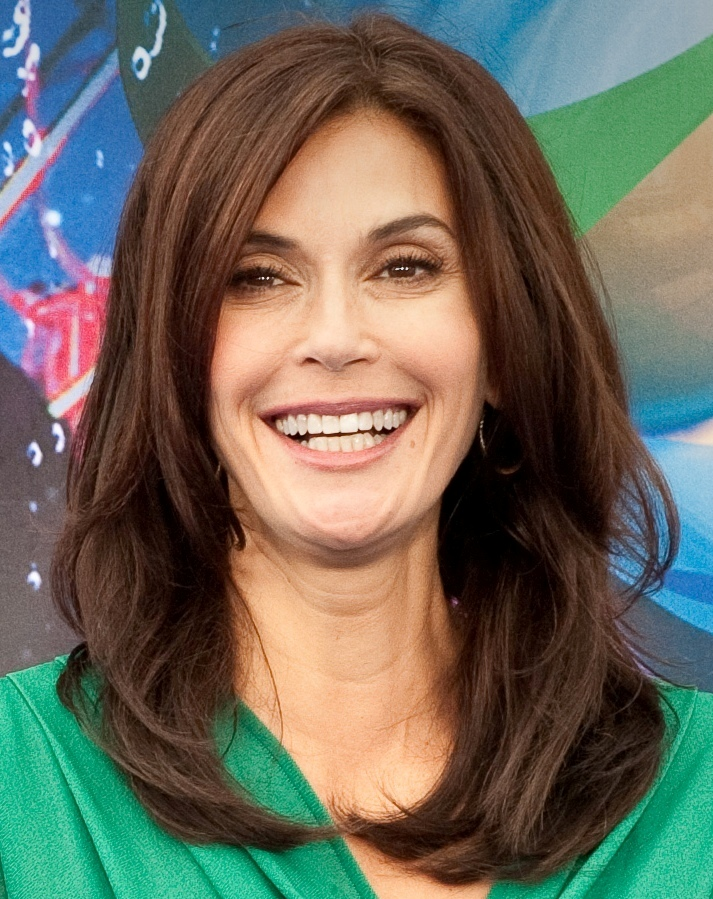
Teri Hatcher (Desperate Housewives), winnaar vrouwelijke acteur in een komedieserie

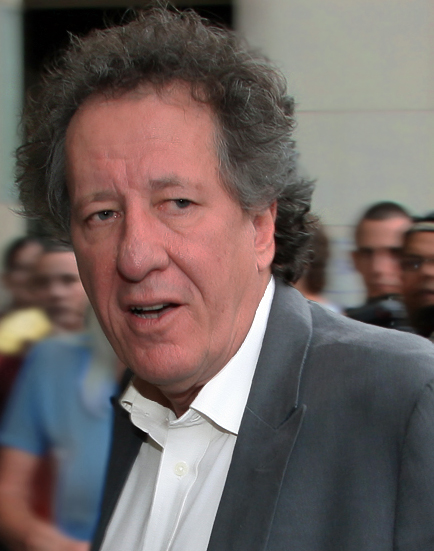
Geoffrey Rush (The Life and Death of Peter Sellers), winnaar mannelijke acteur in een miniserie of televisiefilm

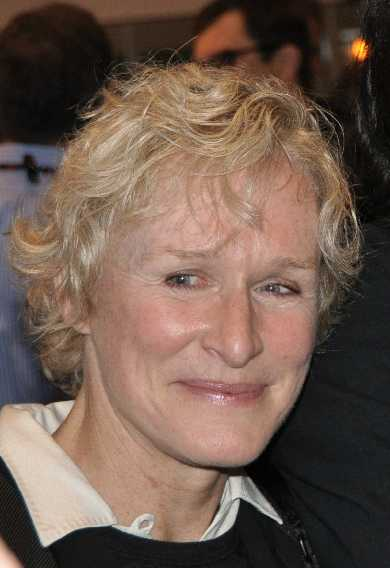
Glenn Close (The Lion in Winter), winnaar vrouwelijke acteur in een miniserie of televisiefilm

De winnaars staan bovenaan in vet lettertype.

### Ensemble in een dramaserie
Outstanding Performance by an Ensemble in a Drama Series
- CSI: Crime Scene Investigation
  - 24
  - Six Feet Under
  - The Sopranos
  - The West Wing

### Mannelijke acteur in een dramaserie
Outstanding Performance by a Male Actor in a Drama Series
- Jerry Orbach - Law & Order
  - Hank Azaria - Huff
  - James Gandolfini - The Sopranos
  - Anthony LaPaglia - Without a Trace
  - Kiefer Sutherland - 24

### Vrouwelijke acteur in een dramaserie
Outstanding Performance by a Female Actor in a Drama Series
- Jennifer Garner - Alias
  - Edie Falco - The Sopranos
  - Allison Janney - The West Wing
  - Christine Lahti - Jack & Bobby
  - Drea de Matteo - The Sopranos

### Ensemble in een komedieserie
Outstanding Performance by an Ensemble in a Comedy Series
- Desperate Housewives
  - Arrested Development
  - Everybody Loves Raymond
  - Sex and the City
  - Will & Grace

### Mannelijke acteur in een komedieserie
Outstanding Performance by a Male Actor in a Comedy Series
- Tony Shalhoub - Monk
  - Jason Bateman - Arrested Development
  - Sean Hayes - Will & Grace
  - Ray Romano - Everybody Loves Raymond
  - Charlie Sheen - Two and a Half Men

### Vrouwelijke acteur in een komedieserie
Outstanding Performance by a Female Actor in a Comedy Series
- Teri Hatcher - Desperate Housewives
  - Patricia Heaton - Everybody Loves Raymond
  - Megan Mullally - Will & Grace
  - Sarah Jessica Parker - Sex and the City
  - Doris Roberts - Everybody Loves Raymond

### Mannelijke acteur in een miniserie of televisiefilm
Outstanding Performance by a Male Actor in a Television Movie or Miniseries
- Geoffrey Rush - The Life and Death of Peter Sellers
  - Jamie Foxx - Redemption
  - William H. Macy - The Wool Cap
  - Barry Pepper - 3
  - Jon Voight - Mitch Albom's The Five People You Meet in Heaven

### Vrouwelijke acteur in een miniserie of televisiefilm
Outstanding Performance by a Female Actor in a Television Movie or Miniseries
- Glenn Close - The Lion in Winter
  - Patricia Heaton - Neil Simon's The Goodbye Girl
  - Keke Palmer - The Wool Cap
  - Hilary Swank - Iron Jawed Angels
  - Charlize Theron - The Life and Death of Peter Sellers